# Pilar, Alagoas
Pilar é um município là một đô thị ở bang Alagoas, tọa lạc trong vùng vùng đô thị Maceió.
Đô thị này tọa lạc ở tọa độ địa lý 09º35'50" độ vĩ nam và 35º57'24" độ kinh tây, trên khu vực có độ cao 13 mét trên mực nước biển. Diện tích là 248,98 km².